# إيفان فاسكيز
إيفان فاسكيز (بالإسبانية: Iván Vásquez)‏ هو لاعب كرة قدم تشيلي في مركز الوسط، ولد في 13 أغسطس 1985 في Lautaro, Chile ‏ في تشيلي. شارك مع منتخب تشيلي تحت 20 سنة لكرة القدم. أما مع النوادي، فقد لعب مع أوداكس إيتاليانو ونادي أونيفرسيداد كاتوليكا ونادي أوهيجينس.

## وصلات خارجية
- إيفان فاسكيز على موقع الاتحاد الدولي (مؤرشف)  (الإنجليزية)
- إيفان فاسكيز على موقع قاعدة بيانات كرة القدم.إي يو (الإنجليزية)
- إيفان فاسكيز على موقع Soccerway.com (الإنجليزية)
- إيفان فاسكيز على موقع AS.com (الإسبانية)